# Hypotephrina recessaria
Hypotephrina recessaria là một loài bướm đêm trong họ Geometridae.